# Kaunakakai
Kaunakakai és una concentració de població designada pel cens dels Estats Units a l'estat de Hawaii. Segons el cens del 2000 tenia 2.726 habitants.

## Demografia
Segons el cens del 2000, Kaunakakai tenia 2.726 habitants, 867 habitatges, i 645 famílies La densitat de població era de 518,42 habitants per km².
Dels 867 habitatges en un 35,3% hi vivien nens de menys de 18 anys, en un 51,7% hi vivien parelles casades, en un 17,5% dones solteres, i en un 25,6% no eren unitats familiars. En el 22,5% dels habitatges hi vivien persones soles el 12,1% de les quals corresponia a persones de 65 anys o més que vivien soles. El nombre mitjà de persones vivint en cada habitatge era de 3,13 i el nombre mitjà de persones que vivien en cada família era de 3,66.
Per edats la població es repartia de la següent manera: un 32,2% tenia menys de 18 anys, un 8,4% entre 18 i 24, un 22,6% entre 25 i 44, un 21,6% de 45 a 64 i un 15,2% 65 anys o més.
L'edat mediana era de 35,5 anys. Per cada 100 dones hi havia 91,84 homes. Per cada 100 dones de 18 o més anys hi havia 88,28 homes.
La renda mediana per habitatge era de 34.492 $ i la renda mediana per família de 39.348 $. Els homes tenien una renda mediana de 30.543 $ mentre que les dones 22.337 $. La renda per capita de la població era de 14.201 $. Aproximadament el 15,5% de les famílies i el 20,6% de la població estaven per davall del llindar de pobresa.

## Poblacions més properes
El següent diagrama mostra les poblacions més properes.